# Jean Gallon
Pour les articles homonymes, voir Gallon (homonymie).
Jean Gallon est un compositeur et pédagogue français né le 25 juin 1878 à Paris 6e et mort à Paris 17e le 23 juin 1959.

## Biographie
Jean Gallon naît à Paris le 25 juin 1878,.
Comme son frère Noël Gallon, il étudie au Conservatoire de Paris, où il est élève d'Albert Lavignac en harmonie, Louis Diémer en piano, Paul Vidal en accompagnement et Charles Lenepveu en composition.
Il est nommé maître de chapelle à Saint-Merri en 1894, puis à Saint-Philippe-du-Roule en 1903.
Entre 1906 et 1914, il dirige les chœurs de la Société des concerts du Conservatoire, et, de 1909 à 1914, les chœurs de l'Opéra de Paris,.
Entre 1919 et 1949, Jean Gallon est professeur d'harmonie au Conservatoire de Paris, où il forme de nombreux musiciens. Il est le premier à introduire dans ses cours les développements hérités de Fauré, Debussy et Ravel. Parmi ses élèves, figurent notamment Paul Bonneau, Maurice Duruflé, Olivier Messiaen, Henri Challan, Jeanne Demessieux, Jean Rivier, Pierre Sancan, Jean Hubeau, Monique Gabus, Henri Dutilleux, Robert Casadesus ou Marcel Delannoy.
Il a publié des exercices d'harmonie pour le Conservatoire, et, comme compositeur, est l'auteur d'un ballet représenté en 1914, Hansli le bossu, écrit avec son frère Noël Gallon. Il a également composé une Messe à quatre voix, orchestre et orgue (1898), Six Antiennes pour orchestre à cordes et orgue (1899), de la musique de chambre et des mélodies.
Les œuvres de Jean Gallon sont peu nombreuses mais de « grande qualité et d'une facture élégante » selon Alain Louvier, qui loue particulièrement les pièces sacrées du compositeur.
Jean Gallon meurt à Paris le 23 juin 1959,.